# Trubtjevsk

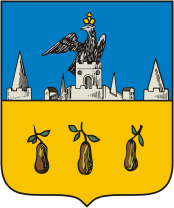
Stadens vapen.

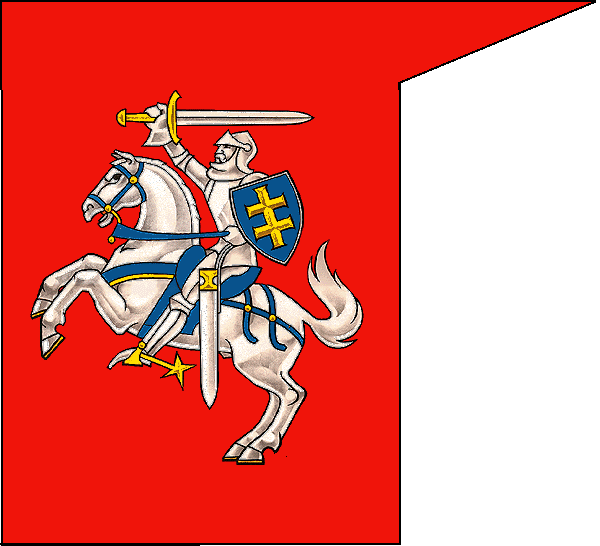
Flagga för Trubtjevsk.

Trubtjevsk (ryska Трубчевск) är en stad med 13 921 invånare (1 januari 2015) i Brjansk oblast i Ryssland. Staden ligger cirka 80 kilometer sydväst om staden Brjansk. Trubtjevsk grundades 975 och blev ett handelscentrum. De nordiska vikingarna kom att härja i området vid ett flertal tillfällen på sina färder österut.
Trubtjevsk har förhistoriska anor och det finns många östslaviska manuskript daterade till 1100-talet, där det finns olika stavningar på staden, exempelvis Трубечь (Trubetj), Трубецк (Trubetsk), Трубческ (Trubtjesk) och Трубежск (Trubezjsk). Det är också känt som Trubeck (polsk stavning).
Det finns många medeltida byggnader i staden och från 1800-talet, exempelvis treenighetskatedralen.
Trubtjevsk som furstendöme blev mer eller mindre oberoende under medeltiden; 1164–1196, 1202–1211, 1212–1240, och slutligen från 1357 till 1566.
Invånarna i Trubtjevsk var berömda för sin tapperhet i krig. År 1185 slogs furstendömets armé mot polovsterna som gjorde flera anfall mot Trubtjevsk och även mot Kiev).

## De härskande furstarna i furstendömet Trubtjevsk
| Datum                               | Dynasti                     | Namn/kommentarer                                                        |
| ----------------------------------- | --------------------------- | ----------------------------------------------------------------------- |
| 1164-1196                           | Ruriks dynasti (Rurikovitj) | Vsevolod Svjatoslavitj ("Den vilde Oxen"), Prins av Kursk 1180-1196     |
| 1196-1202                           |                             | Underställt Novhorod-Siverskyj                                          |
| 1202-1211                           | Ruriks dynasti (Rurikovitj) | Svjatoslav I, prins av Volodymyr 1206-1210                              |
| 1211-1212                           |                             | Underställt Novhorod-Siverskyj                                          |
| 1212-12??                           | Ruriks dynasti (Rurikovitj) | Svjatoslav II, Furste av Novgorod, 1232                                 |
| 1240-1357                           |                             | Under mongolisk kontroll                                                |
| 1357-1379                           | Gedyminid-Trubetskoj        | Dymitr I Starszy, Furste av Brjansk, dog 1399                           |
| 1379-1399                           | Gedyminid-Trubetskoj        | Andrzej Dymitrowicz Trubetsky                                           |
| 1399-14??                           | Gedyminid-Trubetskoj        | Michal Dymitrowicz Trubetsky                                            |
| 14??–14?? (½)                       | Gedyminid-Trubetskoj        | Symeon Michalowicz Trubetsky                                            |
| 14??–1445 (½)                       | Gedyminid-Trubetskoj        | Jerzy Michalowicz Trubetsky                                             |
| 14??-14?? (½)                       | Gedyminid-Trubetskoj        | Iwan Symeonowicz Trubetsky, dog 1500-talet                              |
| 1445-1462? (½)                      | Wolowicz                    | Grinka Wolowicz                                                         |
| 1462?-1489 (½)                      | Gedyminid-Czartoryski       | Iwan Wasylewicz Czartoryski                                             |
| 14??–16 maj 1546 (⅓ av ½)           | Gedyminid-Trubetskoj        | Andrzej Iwanowicz Trubetsky                                             |
| 14??–1538 (⅓ av ½)                  | Gedyminid-Trubetskoj        | Iwan Iwanowicz Trubetsky                                                |
| 14??–1540 (⅓ av ½)                  | Gedyminid-Trubetskoj        | Fiodor Iwanowicz Trubetsky                                              |
| 1499–1500, 1503-15 januari 1520 (½) | Gedyminid-Trubetskoj        | Iwan Jerziewicz Trubetsky                                               |
| 15 januari 1520-20 januari 1566 (¼) | Gedyminid-Trubetskoj        | Symeon Iwanowicz Perski Trubetsky                                       |
| 15 januari 1520-ca 1543 (¼)         | Gedyminid-Trubetskoj        | Symeon-Bogdan Aleksandrowicz Trubetsky                                  |
| 16 maj 1546-5 december 1556 (½)     | Gedyminid-Trubetskoj        | Michal Andrzejowicz Trubetsky                                           |
| 20 januari 1566-1609                |                             | Under kontroll av Moskva                                                |
| 1609-1611                           |                             | Under kontroll av Polsk-litauiska samväldet                             |
| 1611-1634                           | Gedyminid-Trubetskoj        | Wigund-Jeronym Trubecki (under Polsk-litauiska samväldets överhöghet)   |
| 1634–16 september 1644              | Gedyminid-Trubetskoj        | Aleksy Trubecki (under Polsk-litauiska samväldets överhöghet), död 1680 |
| 16 september 1644-1648              |                             | Under kontroll av Moskva                                                |
| 1648-1654                           |                             | Karl X Gustavs polska krig                                              |
| 1654                                |                             | Kom under Moskva                                                        |